# Ravi Patel
Ravi Vasant Patel (nacido el 18 de diciembre de 1978) es un actor estadounidense. Él y su hermana escribieron y dirigieron un documental autobiográfico, Meet the Patels.

## Primeros años y educación
Patel nació en Freeport, Illinois de padres indios americanos, hijo del padre consultor financiero Vasant Patel y de la madre agente de bienes raíces Champa Patel. Creció en Charlotte, Carolina del Norte y se graduó de la Universidad de Carolina del Norte en Chapel Hill en 2001 con una doble especialización en Economía y Estudios Internacionales. Su hermana, Geeta Patel, es escritora y directora. Patel, banquero de inversiones después de la universidad, cofundó la revista de póquer All In mientras vivía en Los Ángeles.

## Carrera

### Televisión y cine
Un trabajo de maestro de ceremonias con monólogos improvisados entre actos le llevó a audiciones, al primer agente de Patel y a dos docenas de comerciales en un año. Ha aparecido en más de 70 comerciales, películas y programas de televisión nacionales, entre los que destacan Transformers, Scrubs, It's Always Sunny in Philadelphia, The Comedians y Hawaii Five-0.
En 2008-09, Patel apareció como George Patil en seis episodios de Easy Money de The CW. En 2010, protagonizó Past Life en Fox.
Patel codirigió y protagonizó Meet the Patels, un documental que realizó con su hermana, Geeta Patel, que ganó el premio del público en el Festival de Cine de Los Ángeles de 2014. La película retrata el viaje autobiográfico de Patel en su intento de encontrar una esposa india. El dúo tiene un acuerdo con Fox Searchlight Pictures para escribir y dirigir una nueva versión narrativa de la película.
Patel trabajó en múltiples episodios de la serie Master of None de Aziz Ansari. De 2015 a 2016, Patel apareció en la serie de televisión Grandfathered de John Stamos.
En 2020, Patel también creó la serie documental Pursuit of Happiness, producida por CNN, que se emitió en HBO Max. Patel también ha trabajado en el cine indio en el programa Bhaag Beanie Bhaag.

### Otros
Patel es cofundador de This Bar Saves Lives, que dona un paquete de comida por cada barra de granola que vende. Es un inversor activo en nuevas empresas de salud y bienestar.

## Vida personal
Patel está casado con la actriz Mahaley Patel con quien tiene una hija llamada Amelie.

## Filmografía

### Películas
| Año  | Título                             | Papel               | Notas         |
| ---- | ---------------------------------- | ------------------- | ------------- |
| 2006 | Boys & Girls Guide To Getting Down | Rajiv               |               |
| 2007 | Transformers                       | Operador telefónico |               |
| 2008 | Hotel California                   | Sam                 |               |
| 2009 | Powder Blue                        | Sanjay              |               |
| 2010 | The Last Hurrah                    | Ara                 |               |
| 2011 | Five                               | Dr. Desai           |               |
| 2014 | Meet the Patels                    | Él mismo            |               |
| 2015 | Puerto Ricans in Paris             | Hassan              |               |
| 2016 | Get a Job                          | Wick                |               |
| 2017 | Band Aid                           | Bobby               |               |
| 2018 | The Black String                   | Dr. May             |               |
| 2019 | Long Shot                          | Tom                 |               |
| 2019 | Come As You Are                    | Mo                  |               |
| 2019 | Boy Genius                         | Sr. Hume            |               |
| 2020 | Butter                             | Dr. Bean            |               |
| 2020 | Wonder Woman 1984                  | Babajide            |               |
| 2022 | The Valet                          | Kapoor              |               |
| 2022 | The Time Capsule                   | Roger               |               |
| 2023 | Dashing Through the Snow           | Peter               |               |
| 2024 | Harold and the Purple Crayon       | TBA                 | Posproducción |

### Televisión
| Año       | Título                            | Papel               | Notas                                |
| --------- | --------------------------------- | ------------------- | ------------------------------------ |
| 2005      | It's Always Sunny in Philadelphia | Abogado             |                                      |
| 2007      | Scrubs                            | Dr. Patel           | 2 episodios                          |
| 2008-2009 | Easy Money                        | George Patil        |                                      |
| 2009      | Static                            | Varios papeles      | 6 episodios                          |
| 2010      | Past Life                         | Dr. Rishi Karna     | Personaje regular                    |
| 2010      | Look                              | Vinnay              |                                      |
| 2011      | Outsourced                        | Kamran              | Episodio: "Todd's Holi War"          |
| 2011      | Svetlana                          | Vivek               | 2 episodios                          |
| 2011      | Game for gamers                   | Ravi                |                                      |
| 2012      | Bones                             | Poorab Sangani      | 1 episodio                           |
| 2012      | Perception                        | Dr. Harvey Kapoor   | 1 episodio                           |
| 2012      | The New Normal                    | Amir                | 4 episodios                          |
| 2013-2014 | Super Fun Night                   | Alexander Rosenhoff | 4 episodios                          |
| 2014      | The Michael J. Fox Show           | Ranesh              | 1 episodio                           |
| 2014      | Trophy Wife                       | Dr. Scharma         | 1 episodio                           |
| 2014      | Hawaii Five-0                     | Dr. Sanjeet Dhawan  | 1 episodio                           |
| 2015      | Childrens Hospital                | Dr. Sunnit Bharta   | 1 episodio                           |
| 2015      | The Conmedians                    | Casey               | 1 episodio                           |
| 2015      | Another Period                    | Mohandas Gandhi     | 1 episodio                           |
| 2015      | Master of None                    | Ravi Patel          | 2 episodios                          |
| 2015-2016 | Grandfathered                     | Ravi Gupta          | 22 episodios                         |
| 2016      | Grey's Anatomy                    | Timir Dahr          | Episodios: "Both Sides Now" & "Roar" |
| 2016-17   | Wrecked                           | Tank Top            | 6 episodios                          |
| 2017      | Superstore                        | Rex Joshi           | Episodio: "Rebranding"               |
| 2017      | The Great Indoors                 | Lalit Pajala        | Episodio: "Mason Blows Up"           |
| 2017      | Santa Clarita Diet                | Ryan                | 1 episodio                           |
| 2017      | American Housewife                | Grant               | 5 episodios                          |
| 2018      | Living Biblically                 | Doug                | 3 episodios                          |
| 2018      | Door No. 1                        | Shane               | 1 episodio                           |
| 2018      | The Cool Kids                     | Dr. Chad            | Episodio: "Sid Comes Out"            |
| 2019      | Fam                               | Joe                 | 1 episode                            |
| 2020      | Ravi Patel's Pursuit of Happiness | Él misml            |                                      |
| 2020      | Bhaag Beanie Bhaag                | Ravi                | 6 episodios                          |
| 2023      | Animal Control                    | Amit Patel          |                                      |
| 2023      | Justified: City Primeval          | Rick Newley         | 4 episodios                          |
| —         | Three Women                       | Dr. Henry           | Próxima serie                        |